# Eugnesia intensa
Eugnesia intensa là một loài bướm đêm trong họ Geometridae.